# Първи армейски артилерийски полк
Първи армейски артилерийски полк е български артилерийски полк, формиран през 1887 година и взел участие в Балканската (1912 – 1913), Междусъюзническата (1913), Първата (1915 – 1918) и Втората световна война (1941 – 1945).

## История
Историята на полка започва на 1 януари 1887 година, когато във Видин, съгласно указ №290 от 31 декември 1886 година се формира „Обсадна“ батарея. На 11 януари 1892 година е преименуван на Софийска крепостна батарея, а на 1 януари 1892 съгласно заповед №1 в Софийски крепостен батальон.
Взема участие в Балканската война (1912 – 1913), като води боеве при Арнауткьой и Одрин.

## Първа световна война (1915 – 1918)
През Първата световна война (1915 – 1918) полкът е сформиран 24 септември 1915 и влиза в състава 1-ва пехотна софийска дивизия, като на 4 октомври 1915 е развърнат в Първи софийски тежък артилерийски полк съставен от четири отделения и взема участие във войната. На 24 септември 1915 г. полкът, заедно с 1-ви гаубичен полк влизат в състава на новосформираната 1-ва тежка артилерийска бригада.
В началото на българското участие във войната полкът разполага със следния числен състав, добитък, обоз и въоръжение:
| Числен състав                                       | Добитък                | Обоз                 | Въоръжение                       |
| --------------------------------------------------- | ---------------------- | -------------------- | -------------------------------- |
| Офицери: 34 Чиновници: 3 Подофицери и войници: 2507 | Коне: 155 Волове: 2394 | Обикновени коли: 921 | Пушки и карабини: 493 Оръдия: 36 |

През 1920 година в изпълнение на клаузите на Ньойския мирен договор е реорганизиран в Софийски укрепен пункт. През 1928 година укрепеният пункт е реорганизирано в 1-ви армейски артилерийски полк, но до 1937 година носи явното си наименование „укрепен пункт“.
На 16 юни 1937 година с раждането си Симеон, Княз Търновски е провъзгласен за почетен шеф на полка.
Мобилизиран е през септември 1944 година и се състои от четири отделения. Взема участие в първата фаза на заключителния етап на войната, като води боеве при Страцин, Куманово и Скопие. Демобилизиран е през ноември 1944 година, като 3-то и 4-то отделение биват допълнени и влизат в състава на 1-ви български армейски артилерийски полк. Когато полкът отсъства от гарнизона си, на негово място се формира допълваща батарея. С указ № 6 от 5 март 1946 г. издаден на базата на доклад на Министъра на войната № 32 от 18 февруари 1946 г. е одобрена промяната на наименованието на полка от 1-ви армейски артилерийски на Н.Ц.В. Симеон Княз Търновски полк на 1-ви армейски артилерийски полк.

## Наименования
През годините полкът носи различни имена според претърпените реорганизации:
- „Обсадна“ батарея (1 януари 1887 – 11 януари 1891)
- Софийска крепостна батарея (11 януари 1891 – 1 януари 1892)
- Софийски крепостен батальон (1 януари 1892 – 31 декември 1914)
- Софийски крепостен артилерийски полк (31 декември 1914 – 4 октомври 1915)
- Първи софийски тежък артилерийски полк (4 октомври 1915 – 1920)
- Софийски укрепен пункт (1920 – 1928)
- Първи армейски артилерийски полк (от 1928)
- Първи армейски артилерийски на Н.Ц.В. Симеон Княз Търновски полк (до 5 март 1946 г.)
- Първи армейски артилерийски полк (от 5 март 1946 г.)

## Командири
Званията са към датата на заемане на длъжността.
| №  | звание       | име                  | дати                             |
| -- | ------------ | -------------------- | -------------------------------- |
| 1. | Капитан      | Владимир Ковачев     | от 1 януари 1887                 |
| 2. | Капитан      | Атанас Раковски      | от 9 януари 1891                 |
| 3. | Майор        | Димитър Перниклийски | от 1892                          |
|    | Подполковник | Стоян Загорски       | 1900 – 1909                      |
|    | Подполковник | Стефан Славчев       | 1 януари 1911 – 1912             |
|    | Полковник    | Петко Вълчанов       | 1 март 1914 – януари 1915        |
|    | Полковник    | Христо Вълчев        | от януари 1915                   |
|    | Полковник    | Петко Вълчанов       | Първа световна война             |
|    | Подполковник | Константин Аврамов   | от 1929                          |
|    | Подполковник | Константин Стоянов   | 1935 – 1939                      |
|    | Полковник    | Иван Сапунджиев      | 1939 – 1940                      |
|    | Полковник    | Петър Лисицов        | 14 септември 1944 – ноември 1944 |
|    | Полковник    | Никола Милушев       | от 1946                          |